# Phytocoris intricatus
Phytocoris intricatus är en insektsart som beskrevs av Flor 1861. Phytocoris intricatus ingår i släktet Phytocoris, och familjen ängsskinnbaggar. Arten är reproducerande i Sverige.